# Vitvingat hedfly
Vitvingat hedfly (Sympistis heliophila) är en fjärilsart som beskrevs av Gustaf von Paykull 1793. Vitvingat hedfly ingår i släktet Sympistis och familjen nattflyn. Arten är reproducerande i Sverige. Inga underarter finns listade i Catalogue of Life.